# Manuel Luciano da Silva
Manuel Luciano da Silva (Cavião, Vale de Cambra, 5 de setembro de 1926 — Bristol (Rhode Island), 21 de outubro de 2012) foi um médico, investigador e historiador luso-americano. Da sua obra destaca-se Cristovão Colon (Colombo) era Português, um livro polémico onde defende que o descobridor da América, Cristóvão Colombo, era português.

## Biografia

### Nascimento e formação
Manuel Luciano da Silva nasceu na aldeia do Cavião, no concelho de Vale de Cambra, em 5 de setembro de 1926, no seio de uma família humilde.[carece de fontes?] Completou o ensino secundário em Oliveira de Azeméis, e em 1946[carece de fontes?] foi para os Estados Unidos da América com a mãe e um irmão, para se juntarem ao pai, que já lá estava.
Durante a sua primeira estadia nos Estados Unidos, aprendeu o idioma inglês, e em 1948[carece de fontes?] matriculou-se na Universidade de Nova Iorque, onde concluiu um curso de Biologia. Também frequentou a Faculdade de Medicina da Universidade de Coimbra, onde se licenciou com distinção em 1957.[carece de fontes?]

### Carreira profissional
Começou a trabalhar como amanuense no Consulado Geral de Portugal em Nova Iorque. Regressou a Portugal em 1952, devido ao falecimento do seu pai. Depois de ter terminado o curso de medicina em Coimbra, trabalhou como médico durante um ano, tendo-se casado na cidade do Porto com Sílvia Tavares Jorge.
Voltou depois aos Estados Unidos da América, onde exerceu no Hospital de St. Luke em New Bedford como estagiário.[carece de fontes?] Depois de se ter especializado em medicina interna, integrou-se em 1963 no Bristol County Medical Center. Durante um período de cerca de vinte anos, exerceu como director médico do Rhode Island Veteran's Home, na cidade de Bristol. Durante a sua carreira na medicina, destacou-se pelo apoio que dava aos emigrantes portugueses que estavam a passar dificuldades nos Estados Unidos. Ocupou a posição de médico chefe na empresa luso-americana União Portuguesa Continental. Reformou-se da medicina em 1998.[carece de fontes?]
Colaborou em diversas associações de cariz social e cultural, tendo feito parte da Liga Cívica Luso-Americana, fundado a Academia do Bacalhau, e sido um dos fundadores e presidentes da Federação Luso-Americana. Também foi responsável pelo programa televisivo Portuguese Around Us, que se iniciou em 1970 e durou cerca de 25 anos. Ficou principalmente conhecido pelos conselhos sobre medicina que dava a partir dos Estados Unidos da América, que eram transmitidos em directo pela Rádio Televisão Portuguesa e pela SIC - Sociedade Independente de Comunicação. Também fez consultas de medicina aos habitantes de Cavião, através de um sistema de video-conferência.
Participou de forma gratuita em mais de 500 conferências e palestras em inglês e português, sobre diversos assuntos.
Também publicou um grande número de obras, especialmente sobre o tema dos Descobrimentos Portugueses, tendo sido um dos principais historiadores a avançar a teoria de que o navegador Cristóvão Colombo era de nacionalidade portuguesa. Um dos seus livros inspirou o filme Cristóvão Colombo - O Enigma, de Manoel de Oliveira. Estudou a Pedra de Dighton durante cerca de 50 anos, cujas inscrições atribuiu ao navegador português Miguel Corte Real,[carece de fontes?] tendo sido o principal responsável pela fundação do museu onde a pedra foi preservada.

### Falecimento
Manuel Luciano da Silva faleceu em 23 de Abril de 2012, na cidade de Bristol.

## Obra
- Portuguese Pilgrims and Dighton Rock (1971)
- A Electricidade do Amor (1984)
- The True Antilhas, Newfoundland and Nova Scotia (1987)
- Columbus was 100% Portuguese (1987), co-autor com a sua esposa Sílvia Jorge da Silva - traduzido e publicado em Portugal com o título Cristovão Colon (Colombo) era Português (1ª edição, 2006)
- The Religious and Mythological Powers in the name of Cristóvão Colon (1991)
- The Pope Alexander VI and Cristofom Colon (1992)
- The First Queen of Bristol, Rhode Island, was 100% Portuguese (1993)
- I Made another discovery (1994)
- As Misérias da Escola Náutica de Sagres

## Distinções honoríficas e homenagens
- 1968: Oficial da Ordem do Infante D. Henrique[4]
- 2011: Comendador da Ordem do Mérito[4]

Também foi nomeado como homem do ano pelo International Institute of Rhode Island em 1971, e no ano seguinte foi honrado com o grau de doutor honoris causa em Humanidades pela Universidade de Rhode Island. Em 1985, recebeu o prémio Família do Ano da União Continental dos Estados Unidos, e em 2004 uma condecoração de cultura pela Portuguese American Citizen Commitee of Rhode Island. Em 1 de Maio de 2010, foi integrado no Rhode Island Heritage of Fame. Após o seu falecimento, foi homenageado pela Sociedade de Geografia de Lisboa numa cerimónia na Sala de Portugal.
Em 1988, foi criada a Associação Dr. Manuel Luciano da Silva em Vale de Cambra, cujo propósito era fundar uma biblioteca-museu na casa onde nasceu, em Cavião. A biblioteca-museu foi inaugurada em 2 de Junho de 2001.